# Afghanische Botschaft in Berlin

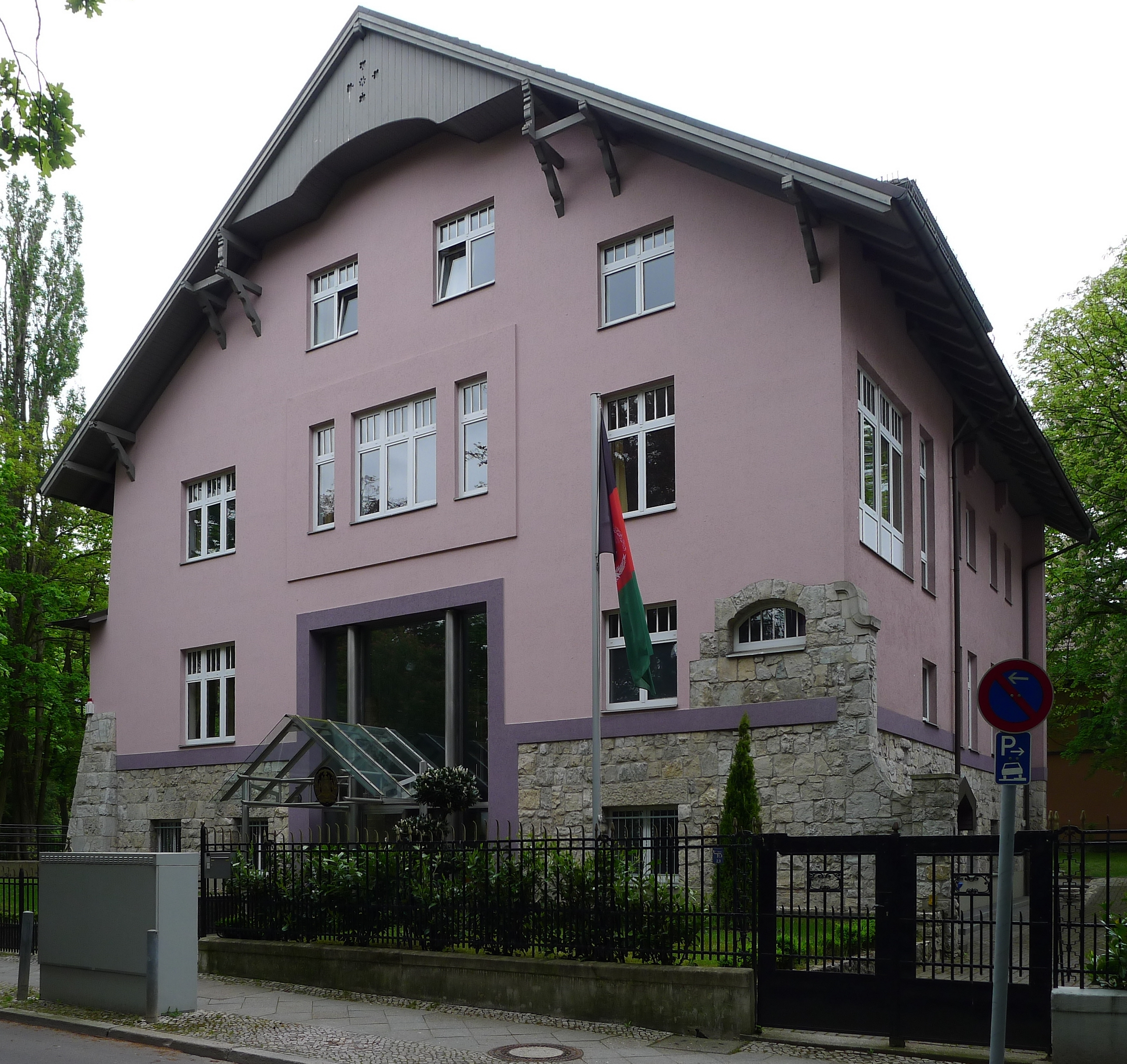
Afghanische Botschaft in der Taunusstraße 3
in Berlin-Grunewald

Die afghanische Botschaft in Berlin (offiziell: Botschaft der Islamischen Republik Afghanistan) ist der Hauptsitz der diplomatischen Vertretung Afghanistans in Deutschland. Sie befindet sich in einem Landhaus in der Taunusstraße 3 im Ortsteil Grunewald des Bezirks Charlottenburg-Wilmersdorf.
In Bonn und München bestehen Generalkonsulate, in Bonn hervorgegangen aus dem früheren Sitz der Botschaft.
Im November 2024 zog das Islamische Emirat Afghanistan seine Diplomaten aus Berlin und Bonn ab; lediglich der Generalkonsul in München blieb im Amt.

## Geschichte
Zwischen deutschen Firmen und afghanischen Herrschern bestanden bereits seit 1898 Kontakte, diplomatische Beziehungen vereinbarten beide Länder jedoch erst 1922. Die Botschaft (= Gesandtschaft) hatte vor 1945 ihren Sitz in der Lessingstraße 9 im Berliner Bezirk Tiergarten (jetzt: Ortsteil Hansaviertel des Bezirks Mitte). Gesandter und Bevollmächtigter Minister war in den 1920er Jahren Ghulam Siddiq Khan.
Im Jahr 1929 wurden alle ausländischen Botschaften des Staates Afghanistan aufgelöst, weil sie dem alten Herrscher Amanullah Khan treu geblieben waren und sich nicht dem neuen Herrscher Habibullah Kalakâni unterstellt hatten.
Noch bis zum Ende des Zweiten Weltkriegs bestanden diplomatische Beziehungen zwischen dem Deutschen Reich und dem Königreich Afghanistan mit einer Botschaft in Berlin an gleicher Stelle wie zuvor.
Am 22. Dezember 1954 nahmen Afghanistan und die Bundesrepublik Deutschland diplomatische Beziehungen auf.
Vom 17. Januar 1973 bis zur deutschen Wiedervereinigung im Jahr 1990 bestanden diplomatische Beziehungen zwischen Afghanistan und der DDR. Der Botschaftssitz befand sich in der Otto-Grotewohl-Straße 3a (jetzt: Wilhelmstraße 65) in Berlin-Mitte.

## Gebäude
Das nach dem Umzug der Bundesregierung nach Berlin von Afghanistan genutzte Gebäude entstand 1905–1907 nach Plänen und unter Leitung des Architekten Karl Eduard Bangert. Es steht seit den 1980er Jahren unter Denkmalschutz.

## Botschafter
- 13. Dezember 2010: Abdul Rahman Ashraf[10]
- 02. September 2014: Hamid Sidig[11]
- 15. Januar 2017: Ali Ahmad Jalali[12]
- 03. Februar 2021[13] bis 19. November 2024[14]: Yama Yari
- seit November 2024: vakant